# Samuel Ewing
Samuel Evans "Sam" Ewing, Jr., född 27 juli 1906 i Bryn Mawr, död 6 april 1981 i Delray Beach, var en amerikansk landhockeyspelare.
Ewing blev olympisk bronsmedaljör i landhockey vid sommarspelen 1932 i Los Angeles.